# 战斗倾向
战斗倾向（英語：Militant tendency），简称战斗派（Militant），是曾存在于英国工党内部的一个托洛茨基主义派系。它以1964年创刊的《战斗报》为组织核心。据迈克尔·克里克称，其政治主张源于卡尔·马克思、弗里德里希·恩格斯、弗拉基米尔·列宁、列夫·托洛茨基的思想。它的政治书记是泰德·格兰特，全国书记是彼得·塔夫。
1975年，工党关于“战斗倾向”的“打入主义”策略的报告引起了广泛的媒体关注。1975年—1980年，由雷格·安德希尔等人领导的工党领导层试图开除“战斗倾向”的努力遭到了工党全国执行委员会的拒绝。1976年，工党全国执行委员会在“战斗倾向”控制工党的青年翼——工党青年社会主义者后，任命1名“战斗倾向”成员担任全国青年组织者。
1982年，利物浦工党采纳了“战斗倾向”的策略，制定了一项违法的赤字预算案，这导致工党委员会指控“战斗倾向”违反了工党宪章第II条第3款，该款规定具有自己的“计划、原则和政策，进行单独和独特的宣传”的政治团体不具备加入资格。1982年12月，工党全国执行委员会决定开除“战斗倾向”；次年，5名《战斗报》编辑委员会成员被开除出工党。此时，该团体声称有4300名成员。随后，对“战斗倾向”活动分子的进一步开除继续进行。1983年—1987年，战斗倾向的政策主导了利物浦市议会，该议会组织了大规模反对政府对费率支持补助的削减的运动。47名议员被停职并被罚款。利物浦市议会的行为导致工党领袖尼尔·基诺克在1985年党大会上谴责“战斗倾向”。最终，战斗倾向的2名仍留在工党内的英国议会议员未能成为1992年英国大选的工党候选人。
1989年—1991年，战斗倾向领导全不列颠反人头税联合会的反对人头税的非缴纳运动。1991年，战斗倾向内部进行投票，绝大多数成员支持退出工党。泰德·格兰特领导的坚持“打入主义”策略的少数派（即现在的革命共产党）被战斗倾向开除。战斗倾向多数派改组为“战斗劳工”，后在1997年改名为社会党。